# Africani di Guangzhou

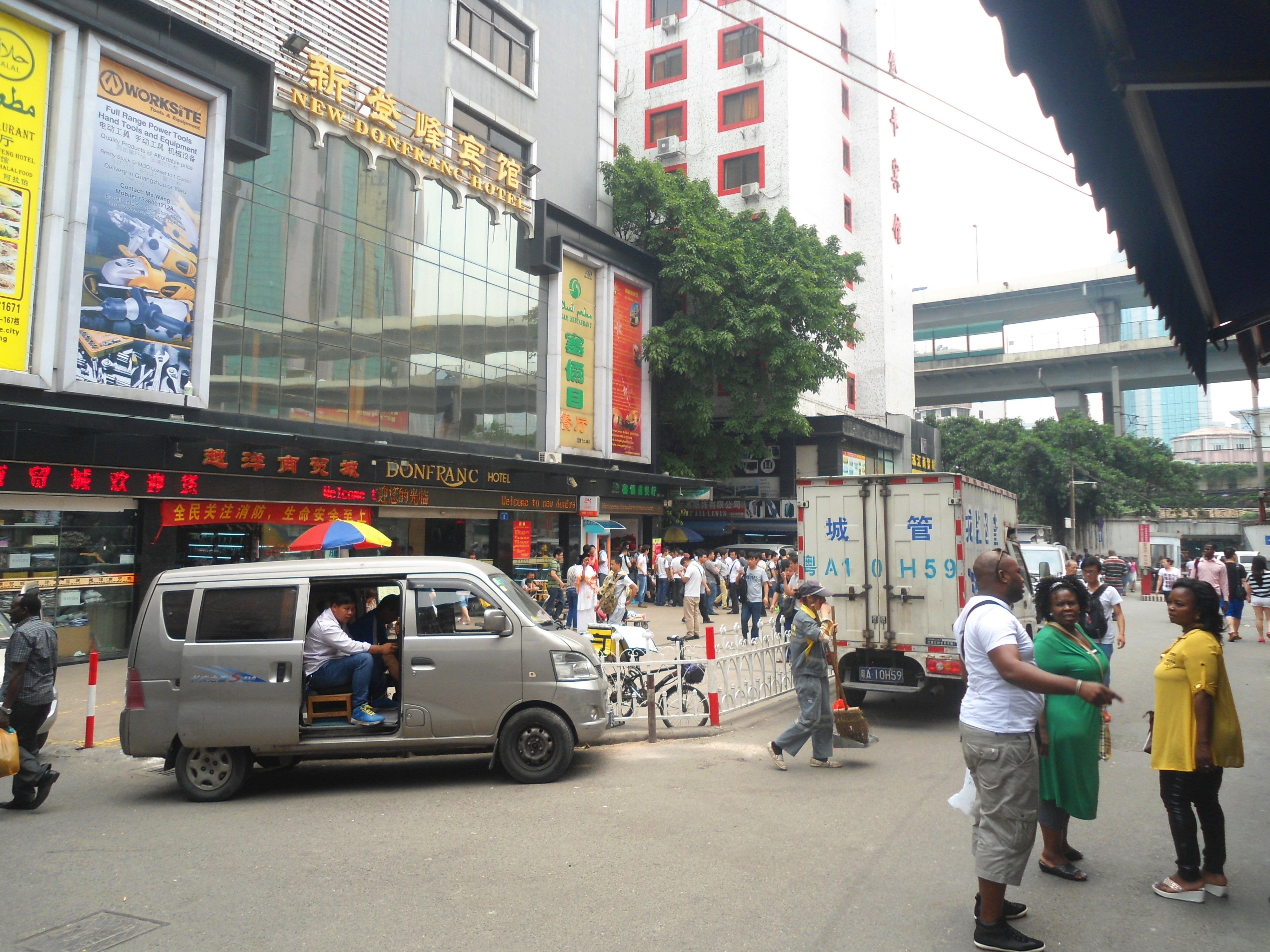
La parte meridionale della strada Baohan nel sottodistretto di Dengfeng del distretto Yuexiu a Guangzhou

Gli Africani di Guangzhou o Africani di Canton (广州非裔S, 廣州非裔P, più comunemente 廣州黑人T, 广州黑人S, lett. "persone nere di Guangzhou") sono africani che sono emigrati per vivere nella città di Guangzhou in Cina per brevi o lunghi periodi di tempo.
Durante il boom economico cinese degli anni '90 del secolo scorso, un flusso di migliaia di commercianti africani e persone d'affari per lo più dell'Africa Occidentale arriva a Guangzhou e forma una comunità africana nella città.
Nel 2012 si stima vi siano più di 100.000 africani che vivono a Guangzhou..
Dal 2014 la popolazione è significativamente diminuita a causa delle restrizioni sull'immigrazione delle autorità cinesi e dalle pressioni economiche nelle nazioni d'origine come il deprezzamento della Naira nigeriana e del Kwanza angolano.